# Petrás Mária
Petrás Mária (Diószén, Románia, 1957. január 19. –) Kossuth-díjas magyar népdalénekes, keramikus, az MMA rendes tagja és tagja az Olasz Katolikus Művészek Szövetségének.

## Életpályája
Csángó földműves szülők gyermekeként 1957-ben Moldvában, Diószénben született. Nyolcan voltak testvérek. Diószén elemi iskolájában elvégezte a tíz osztályt, majd Hétfaluban folytatta tanulmányait egy szakmunkásképzőben, amelyet kitüntetéssel fejezett be mint elektroműszerész.
Szakirányú tanulmányait 1975–1978 között Brassóban kezdte a Képzőművészeti Népfőiskola grafika szakán, majd felsőfokú tanulmányait 1990-től Magyarországon folytatta:
- 1991–1995 Magyar Iparművészeti Főiskola (keramikus szak) – Budapest
- 1995–1997 Magyar Iparművészeti Főiskola (keramikus mesterképző) – Kecskemét

2001 óta lakik Pomázon, ahol saját műtermében dolgozik. Férje Döbrentei Kornél magyar költő.
Elsősorban figurális kerámiákat készít. Biblikus témájú domborműveiben, szobraiban a csángó falvak imái és énekei elevenednek meg. Jellegzetes kerámiáit számtalan kiállításon csodálhatták az érdeklődők bel- és külföldön.
Petrás Mária keramikus és Döbrentei Kornél költő olyan művészemberek, akik a mai állapotok között, »hivatalosan« nemigen férnek be sehová. Bár más-más műfajokban munkálkodnak, egyben azonosak, ami a befogadásukat illeti: nem kívánatosak a »trendinek«. Ennek ellenére – vagy csak azért is – az egyikük kell a megnyomorodott indulatoktól sápadt magyar férfiaknak, a másikuk meg a hitetlenségtől és elmaradt szerelemtől szenvedő nőknek, és a hívő édesanyáknak.
Népdalénekesként szólóban is, de a Muzsikás együttes énekeseként is gyakran fellép. Velük 2012-ben Amszterdamban a Concertgebouw-ban és New Yorkban pedig a Carnegie Hallban is koncertezett.
Hitvallásom 
 Abban a világban, amelyben születtem, imádságos harangozással kezdődött a nap, és avval is ért véget.

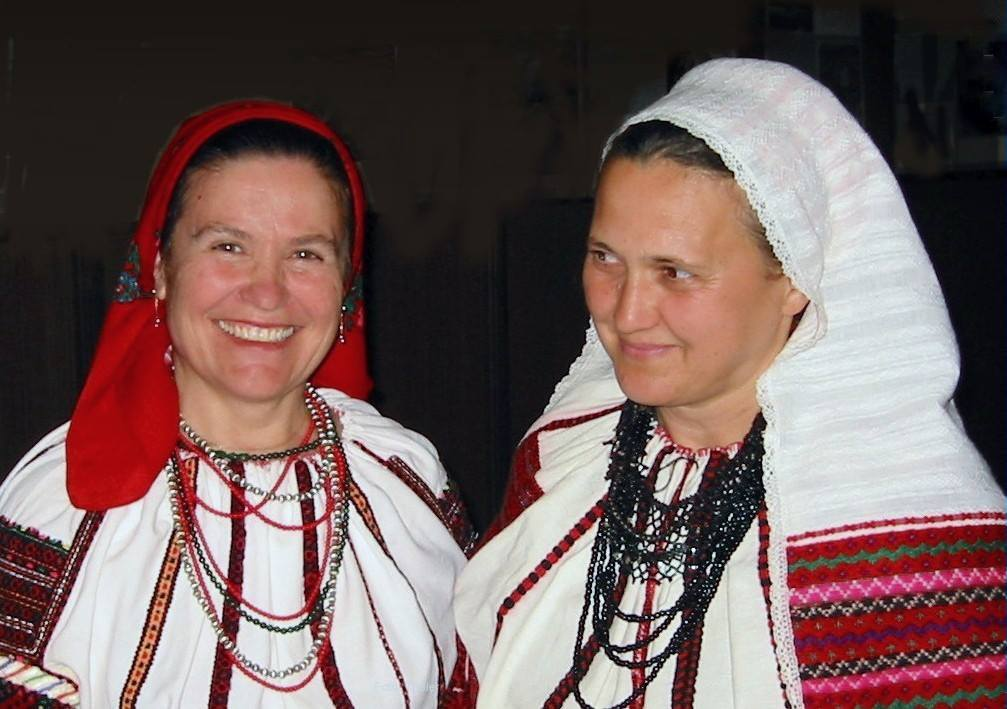
A moldvai csángó magyarok „nagyköveteiként”. Nyisztor Ilona tanító-énekessel, 2004-ben

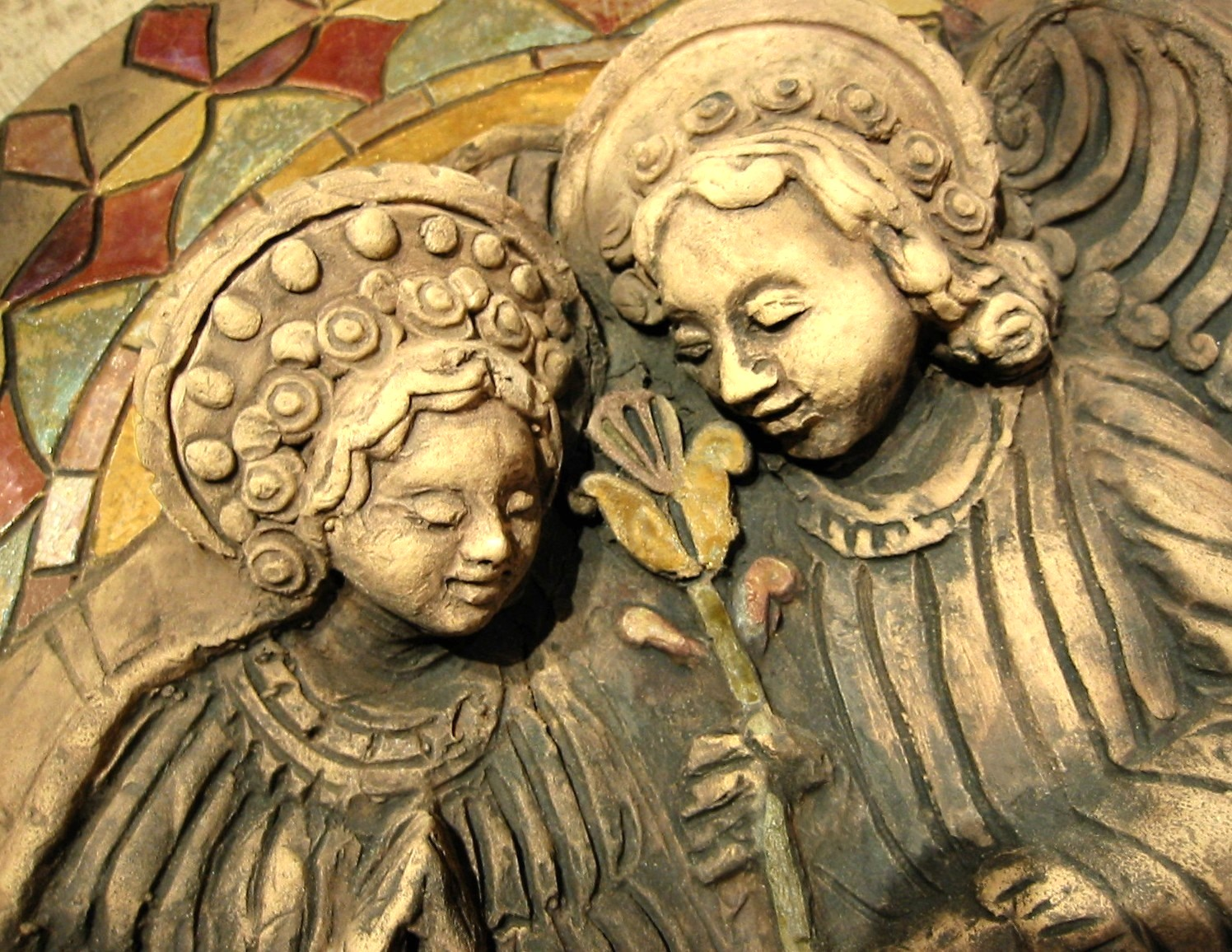
Petrás Mária: Angyali üdvözlet (részlet), kerámia

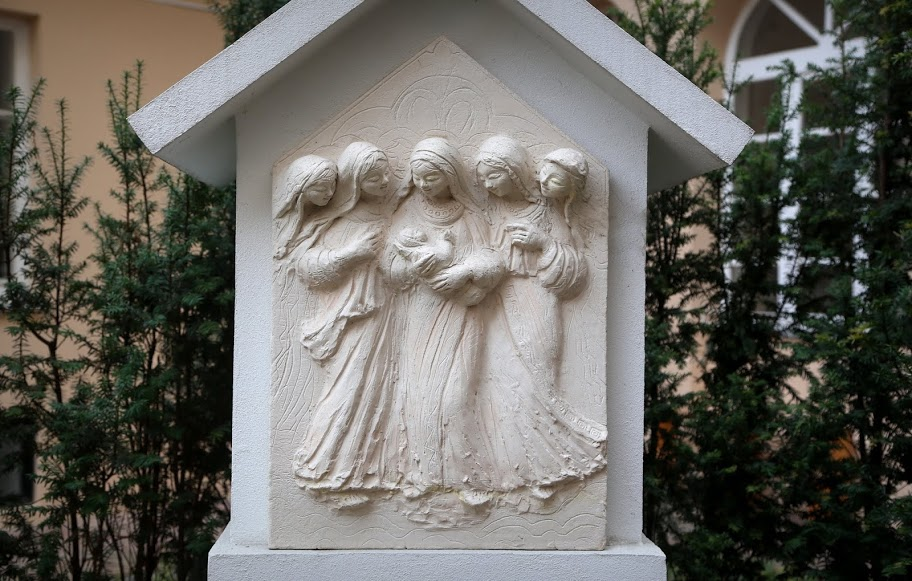
Kerámia (Budapest IX. kerülete)

A családok gazdagságát nyolc-tíz-tizenkét gyermek jelentette. Az öt évestől a legöregebbekig mindenkinek nélkülözhetetlen szerepe volt. Hétköznap azért dolgozott az ember erővel és szorgalommal, mert előtte állt egy-egy ünnep. Az ünnep előtt mindig nagy készülődések voltak. Az emberek kitisztították lelküket, életüket, házukat, istállóikat, ólaikat, kertjeiket, falujukat, megbocsátottak, megbékültek, misére mentek szép ünneplő ruhában, és délután megjárták egymást. Az ünnepek nagy örömmel teltek, mindent meg tudtak maguknak teremteni úgy, hogy nem voltak senkinek a szolgái. Tudták, hogy mi a rendje a világnak, mert a nap, a hold, a csillagok, az időjárás és a mélységes hitük útbaigazították őket. Akármit nem cselekedtek, akármit nem ejtettek ki a szájukon. Névtelen szentek között nőttem fel, akik a sereg gyermekükkel körülvéve tudtak énekelve szőni, fonni, gyönyörűen hímezni, varázslatossá tenni azt a nehéz világot. Böjttel és imádsággal, Mária erejével elmesszítették a testi-lelki bajokat. Az ő képüket szeretném példaként a világ elé tárni.

## Kitüntetései
- Szervátiusz Jenő-díj (2006)
- Magyar Művészetért díj (2006)
- Prima Primissima díj (2013) – Népművészet és közművelődés kategória
- Párhuzamos Kultúráért díj (2013)[6]
- Magyar Örökség díj (2016)
- A Magyar Érdemrend tisztikeresztje (2019)
- Kossuth-díj (2025)